# Argentinas damlandslag i landhockey

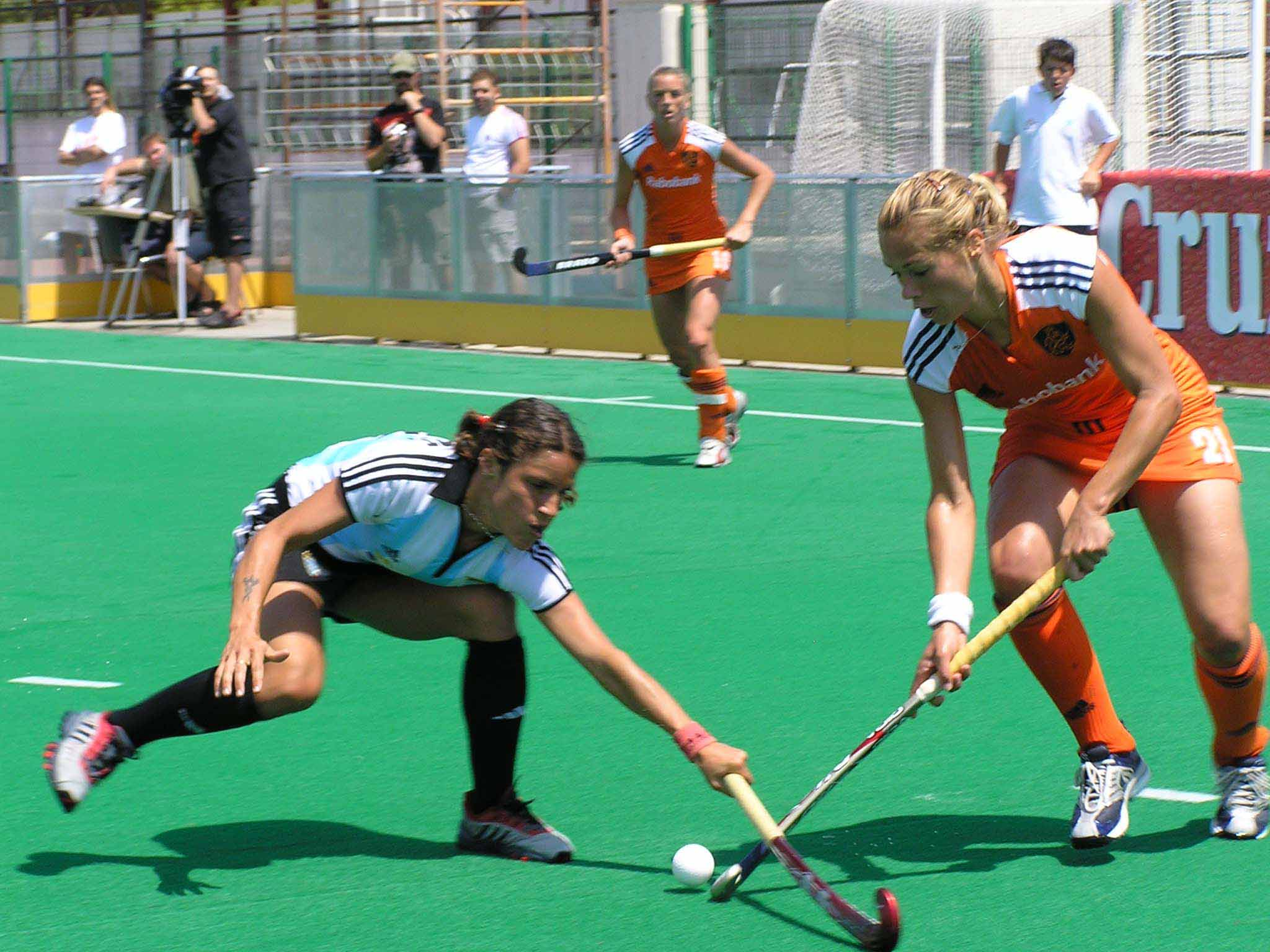
Argentina-Nederländerna vid turnering i Alcalá la Real i Jaén i Spanien 2005.

Argentinas damlandslag i landhockey (spanska: Selección femenina de hockey sobre césped de Argentina) representerar Argentina i landhockey på damsidan. Laget blev världsmästarinnor 2002 och 2010
Laget tog även olympiskt silver år 2000.

### Fotnoter
1. ↑  ”Women Field Hockey World Cup 2002 Perth (AUS) - 24.11-08.12 Winner Argentina” (på engelska). Sport Statistics. 19 mars 2002. Arkiverad från originalet den 2 januari 2015. https://web.archive.org/web/20150102100106/http://todor66.com/hockey/field/World/Women_2002.html. Läst 27 juli 2015.
2. ↑  ”Women Field Hockey World Cup 2010 Rosario (ARG) - 29.08-11.09 Winner Argentina” (på engelska). Sport Statistics. 19 mars 2010. Arkiverad från originalet den 5 mars 2016. https://web.archive.org/web/20160305035855/http://todor66.com/hockey/field/World/Women_2010.html. Läst 27 juli 2015.
3. ↑  ”Women Field Hockey Olympic Games 2000 Sydney (AUS) - 16-29.09 Winner Australia” (på engelska). Sport Statistics. 19 mars 2000. Arkiverad från originalet den 29 juni 2015. https://web.archive.org/web/20150629070551/http://todor66.com/hockey/field/Olympic/Women_2000.html. Läst 27 juli 2015.